# Pericoma carolina
Pericoma carolina är en tvåvingeart som beskrevs av Banks 1931. Pericoma carolina ingår i släktet Pericoma och familjen fjärilsmyggor.
Artens utbredningsområde är North Carolina. Inga underarter finns listade i Catalogue of Life.